# Шеридан, Мартин
Мартин Джозеф Шеридан (англ. Martin Joseph Sheridan; 28 марта 1881, Бохола, Ирландия — 27 марта 1918, Нью-Йорк) — американский легкоатлет, трёхкратный чемпион летних Олимпийских игр.
Мартин Шеридан родился 28 марта 1881 года в Ирландии и в возрасте 16 лет иммигрировал в США. Свою первую золотую олимпийскую медаль он получил на Олимпиаде 1904 в Сент-Луисе в метании диска, где также установил новый олимпийский рекорд. Помимо этого, он стал четвёртым в толкании ядра.
Через два года Шеридан принял участие во внеочередных Олимпийских играх в Афинах. Он стал чемпионом в толкании ядра и метании диска, и также серебряным призёром в прыжках с места в высоту и длину и кидании камня. Но эти награды считаются неофициальными, так как Международный олимпийский комитет не признаёт эти соревнования.
На Олимпиаде 1908 в Лондоне Шеридан стал двукратным чемпионом в метании диска вольным и греческим стилями, а также занял третье место в прыжке в длину с места. В тройном прыжке он стал девятым, в прыжке в высоту с места 16-м и в толкании ядра результат неизвестен.
После завершения карьеры Шеридан стал полицейским и умер от пневмонии 27 марта 1918 года.